# الميكروبات في الثقافة الإنسانية

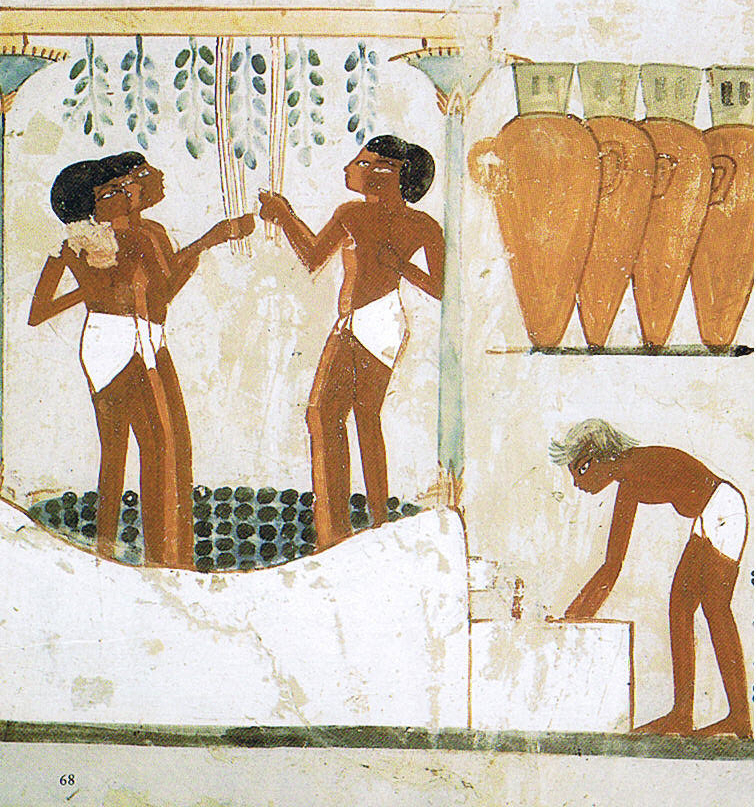
عصر العنب لاستخراج العصير وتخميره لتحويله لنبيذ في جرات التخزين. مقبرة نخت، الأسرة الثامنة عشر، طيبة، مصر القديمة

لم تُعرف الميكروبات كما نعرفها اليوم إلا بعد اختراع المجهر، ورغم طرح العالم والشاعر الإيطالي جيرولامو فراكاستورو لـ «نظرية جرثومية المرض» منذ عام 1546، والتي كانت تقترح أن الأمراض الوبائية سببها كيانات متنقلة شبيهة بالبذور من الممكن أن تنقل عدوى من خلال التلامس المباشر أو غير المباشر أو حتى دون تلامس عبر المسافات البعيدة، وهو ما يعد فهمًا قريبًا من مفهوم الميكروبات المسببة للأمراض، إلا أن نظرية ميازما كانت الأكثر شيوعًا وتصديقًا بين الأطباء والعامة، والتي تفترض أن سبب الأوبئة هو الهواء العفن والروائح الكريهة المنبثقة من تعفن المواد العضوية.
وقد لعبت الميكروبات (الكائنات الحية الدقيقة) أدوارًا عديدة في الثقافة الإنسانية، وظهرت آثارها واستخداماتها في الأدب والموسيقى والأفلام وذلك قبل التعرف عليها واكتشاف وجودها.
في الجانب العملي، تم استخدام الميكروبات في نشاطات متنوعة من الحرب البيولوجية للتخمير في صناعة الأغذية كالخبز والجعة والنبيذ الذين تم إنتاجهم من الخميرة منذ فجر الحضارة، كما في مصر القديمة. ميكروبات كالبكتيريا والفيروسات مهمة كمسببات للمرض في البشر، والمحاصيل، والحيوانات المستأنسة. ويعد التخمير مصدر مهم للمواد الكيماوية، حيث اكتشف كيميائيو الصناعة كيفية تصنيع العديد من الكيماويات العضوية بما في ذلك الإنزيمات والجزيئات الحيوية كالهرمونات لاستخدامها كأدوية. يستخدم التخمير كذلك لإنتاج بدائل للوقود الحفري في صورة إيثانول وميثان، ويمكن كذلك إنتاج الوقود من الطحالب (وقود طحلبي). الميكروبات اللاهوائية مهمة في معالجة الصرف الصحي. في البحث العلمي، تستخدم الخميرة كنموذج حي خاصة في علم الوراثة والمجالات المتعلقة به
على الصعيد الفني، ناقشت ترنيمة قديمة صناعة الخمر ترجع للحضارة السومرية في عام 1800 ق.م. في العصور الوسطى، ناقش كتاب ديكاميرون لجيوفاني بوكاتشيو، وحكايات كانتربري لجيفري تشوسر خوف الناس من الأمراض المعدية المميتة والانهيار المعنوي الذي قد ينتج. استغل الروائيون احتماليات نهاية العالم بسبب الجوائح بدءًا من روايةالرجل الأخير لماري شيلي في 1826 مرورًا برواية الطاعون القرمزي لجاك لندن في 1912. كتب هيلاير بيلو قصيدة فكاهية إلى «الميكروب» في 1912. شكلت قصص الطاعون والعدوى الجماعية الدرامية محور العديد من أفلام هوليوود، بدءًا من Nosferatu في 1922. في 1971، روى فيلم سلالة أندروميدا The Andormeda Strain قصة ميكروب غير أرضي يحدد حياة البشر على الأرض.
استخدم علماء الأحياء الدقيقة منذ ألكسندر فلمنج المستعمرات البكتيرية الملونة أو الفلورية لصناعة أعمال فنية مصغرة

## السياق

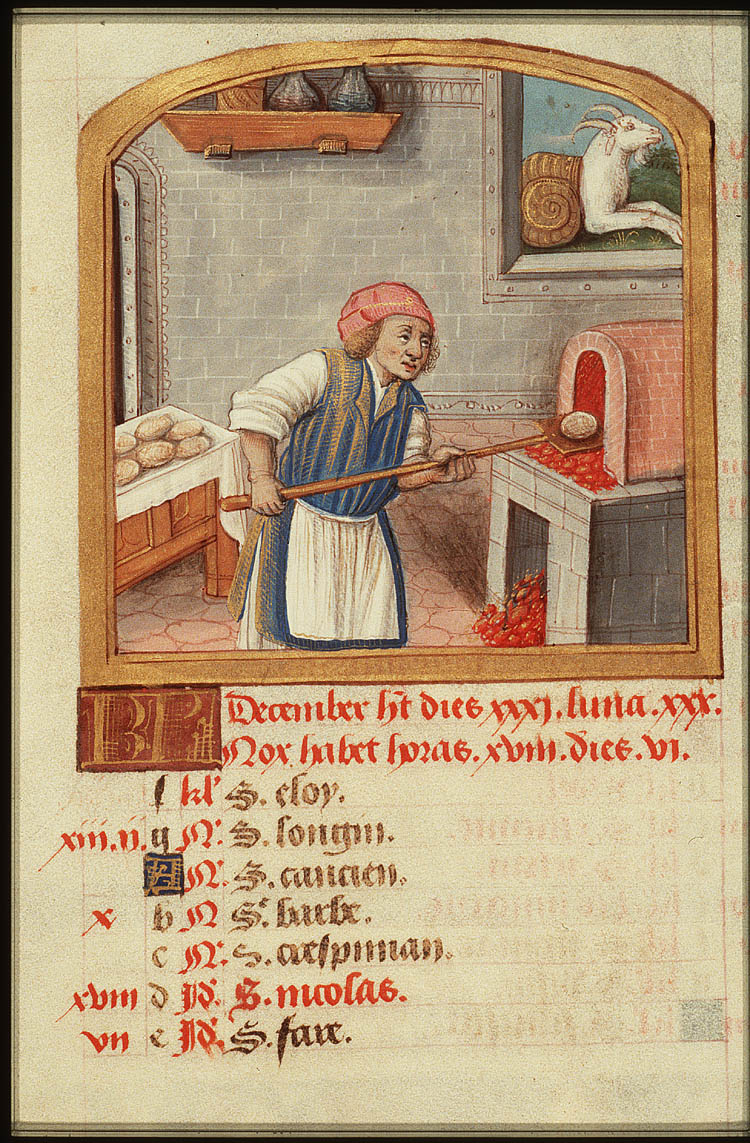
تقويم من أجبية من القرون الوسطى: يظهر شهر ديسمبر خباز يضع الخبز في الفرن.

بما إن الميكروبات لم تكن معروفة حتى الحقبة الحديثة المبكرة، فإنها تظهر في الأدب الأقدم بشكل غير مباشر، من خلال وصف الخبز وصنع الجعة. فقط مع اختراع المجهر، وظهور نظرية جرثومية المرض، والتطور في علم الأحياء الدقيقة في القرن الـ19 تمت ملاحظة الميكروبات مباشرة والتعرف عليها ككائنات حية، وبدأ استخدامها على أسس علمية. سمحت تلك المعرفة كذلك للميكروبات بالظهور بشكل صريح في الأدب والفنون.

## الاستخدامات العملية

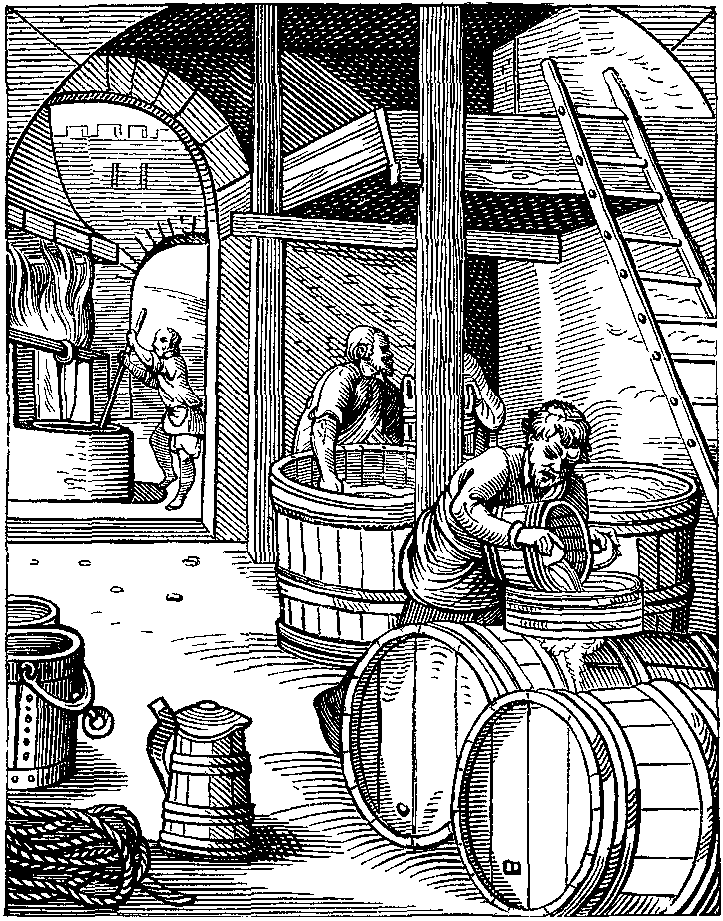
مصنع جعة في القرن الـ16، منقوشة بواسطة جوست آمان

### إنتاج العذاء
التخمير باستخدام الميكروبات في صنع الجعة، وصناعة النبيذ، والخبز، والتخليل، ومنتجات الألبان مثل الزبادي والجبن يستخدم لتعديل المكونات لصنع أغذية بخواص مرغوبة. الميكروبات الرئيسية المشاركة في تلك العملية هي الخميرة، في حالة الجعة، والنبيذ والخبز العادي، والبكتيريا، في حالة الخضروات المخمرة لاهوائيًا، ومنتجات الألبان، وخبز العجينة المتخمرة. توفر مزارع الميكروبات النكهات والروائح المتنوعة وتمنع مسببات المرض، وتزيد قابلية الطعام للهضم والبلع، وتجعل الخبز منتفخ، وتقلل مدة الطهي، وتصنع منتجات مفيدة بما في ذلك، الكحول، والأحماض العضوية، والفيتامينات، والأحماض الأمينية، وثنائي أكسيد الكربون.

### معالجة الماء
تعتمد عمليات معالجة مياه الصرف الصحي بالأكسد على الميكروبات لأكسدة المكونات العضوية. تختزل الميكروبات اللاهوائية المواد الصلبة اللزجة مكونة غاز الميثان وبقايا معدنية معقمة. في معالجة مياه الشرب، إحدى الطرق، الترشيح الرملي البطئ، تستخدم طبقة جيلاتينية معقدة تتكون من مجموعة واسعة من الميكروبات لإزالة كل المواد المذابة والجسيمات من المياه الخام.

### الطاقة
تستخدم الميكروبات في التخمير لإنتاج الإيثانول، وفي مفاعلات الغاز الحيوي لإنتاج الميثان. يبحث العلماء استخدام الطحالب لإنتاج وقود سائل (وقود طحلبي)، واستخدام البكتيريا لتحويل أشكال متنوعة من المخلفات الزراعية والمدنية إلى وقود قابل للاستعمال.

### الكيماويات والإنزيمات

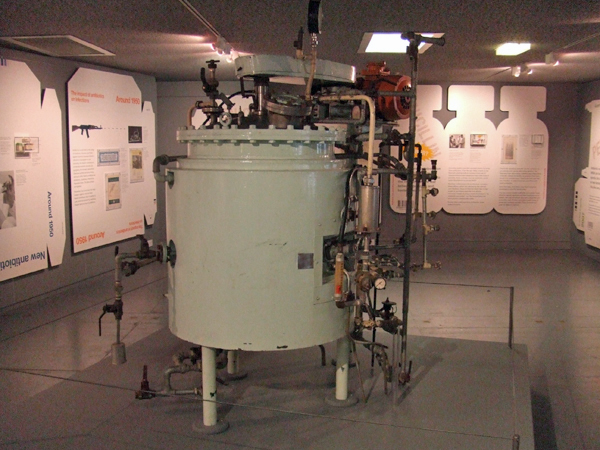
مفاعل حيوي قديم للبنسلين، من عام 1957، موجود حاليا في متحف العلوم (لندن)

تستخدم الميكروبات في العديد من الأغراض التجارية والصناعية، ويشمل ذلك إنتاج المواد الكيميائية، والإنزيمات، وجزيئات حيوية أخرى، غالبا من خلال الهندسة البروتينية. على سبيل المثال، يتم إنتاج حمض الخليك بواسطة جرثوم الخلالة الخلية، فيما يتم إنتاج حمض الليمون بواسطة فطر الرشاشية السوداء. تستعمل الميكروبات لتحضير مجموعة واسعة من الجزيئات النشطة بيولوجيا والإنزيمات. مثلا، ينتَج ستربتوكاينيز بواسطة الجرثومة العقدية ويعدل بالهندسة الوراثية ويستخدم لإذابة الخثرات من الأوعية الدموية في مرضى النوبة القلبية. سيكلوسبورين أ هو دواء كابت للمناعة في عمليات زراعة الأعضاء، فيما تنتج الستاتينات بواسطة الخميرة Monascus purpureus والتي تعمل كخافضات لكولسترول الدم، عن الطريق التنافس مع الإنزيم المصنع للكولستيرول.

### العلوم
الميكروبات أدوات ضرورية في التقنية الحيوية، والكيمياء الحيوية، وعلم الوراثة، وعلم الأحياء الجزيئي. الخميرة المستخدمة في صنع الجعة (فطريات الخميرة) وخميرة الانشطار (سكيراء الجعة) تمثل نماذج حية مهمة في العلوم، حيث أنها حقيقيات نوى بسيطة يمكنها جعلها تنمو سريعًا بأعداد كبيرة. وتعتبر قيمة بالأخص في علم الوراثة، وعلم الجينوم، والبروتيوميات، في تصنيع البروتين مثلا.

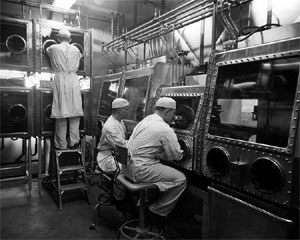
علماء يعملون في معامل الأسلحة البيولوجية الأمريكية، معسكر ديتريك، ماريلند، في الأربعينات

### الحرب
الميكروبات الممرضة، والذيفانات التي تنتجها، تم تطويرها لتصبح مواد محتملة في الحرب. تم استخدام أشكال بسيطة من الأسلحة البيولوجية منذ العصور القديمة. في القرن السادس قبل الميلاد، سمم الآشوريون آبار العدو بفطر يقال أنه يجعل العدو في حالة هزيان. في 1346، جثث المقاتلين المغول من القبيلة الذهبية الذين ماتوا بالطاعون تم رميها من فوق جدران مدينة فيودوسيا المحاصرة بشبه جزيرة القرم، ما ساعد ربما في نشر الموت الأسود في أوروبا. زاد التقدم في علم الجراثيم في القرن الـ20 من كفاءة العوامل الحيوية الممكنة في الحرب. التخريب البيولوجي المعتمد- في صورة الجمرة الخبيثة والرعام- تم استخدامه بواسطة حكومة الإمبراطورية الألمانية في الحرب العالمية الأولى، دون اختلاف في النتائج. في الحرب العالمية الثانية، تسلحت بريطانيا بالداء التوليري، والجمرة الخبيثة، وداء البروسيلات، وسم البوتوكس، ولكنها لم تستخدمهم. بالمثل فقد اكتشفت الولايات المتحدة عوامل للأسلحة البيولوجية، حيث طورت أبواغ الجمرة الخبيثة، وداء البروسيلات، وسم البوتوكس من أجل الاستعمال العسكري. طورت اليابان عوامل تستخدم في الأسلحة البيولوجية باستخدام التجارب على السجناء، وكادت تستخدم تلك العوامل حين انتهت الحرب.

### الصحة
تعد الميكروبات هي العوامل المسببة (ممراض) في العديد من الأمراض المعدية للبشر والحيوانات. تسبب البكتيريا الممرضة أمراض مثل الطاعون، والسل، والجمرة الخبيثة. تسبب الأوليات كذلك أمراض تشمل الملاريا، ومرض النوم، والزحار، وداء المقوسات. الفطريات المجهرية تسبب أمراضًا مثل القوباء الحلقية، وداء المبيضات، وداء النوسجات. تسبب الفيروسات الممرضة أمراضا مثل الإنفلونزا، والحمى الصفراء، والإيدز.
تم إنشاء ممارسة النظافة لمنع العدوى أو تسمم الغذاء وذلك عن طريق إزالة الميكروبات، بالأخص البكتيريا، من الأشياء والمناطق المحيطة.

تستطيع الميكروبات تكوين علاقة معايشة داخلية مع الكائنات الأكبر. على سبيل المثال، البكتيريا التي تعيش في الجهاز الهضمي للإنسان تساهم في صحته من خلال مناعة القناة الهضمية، وتكوين فيتامينات كحمض الفوليك، والبيوتين، وتخمير السكريات المعقدة غير القابلة للهضم.

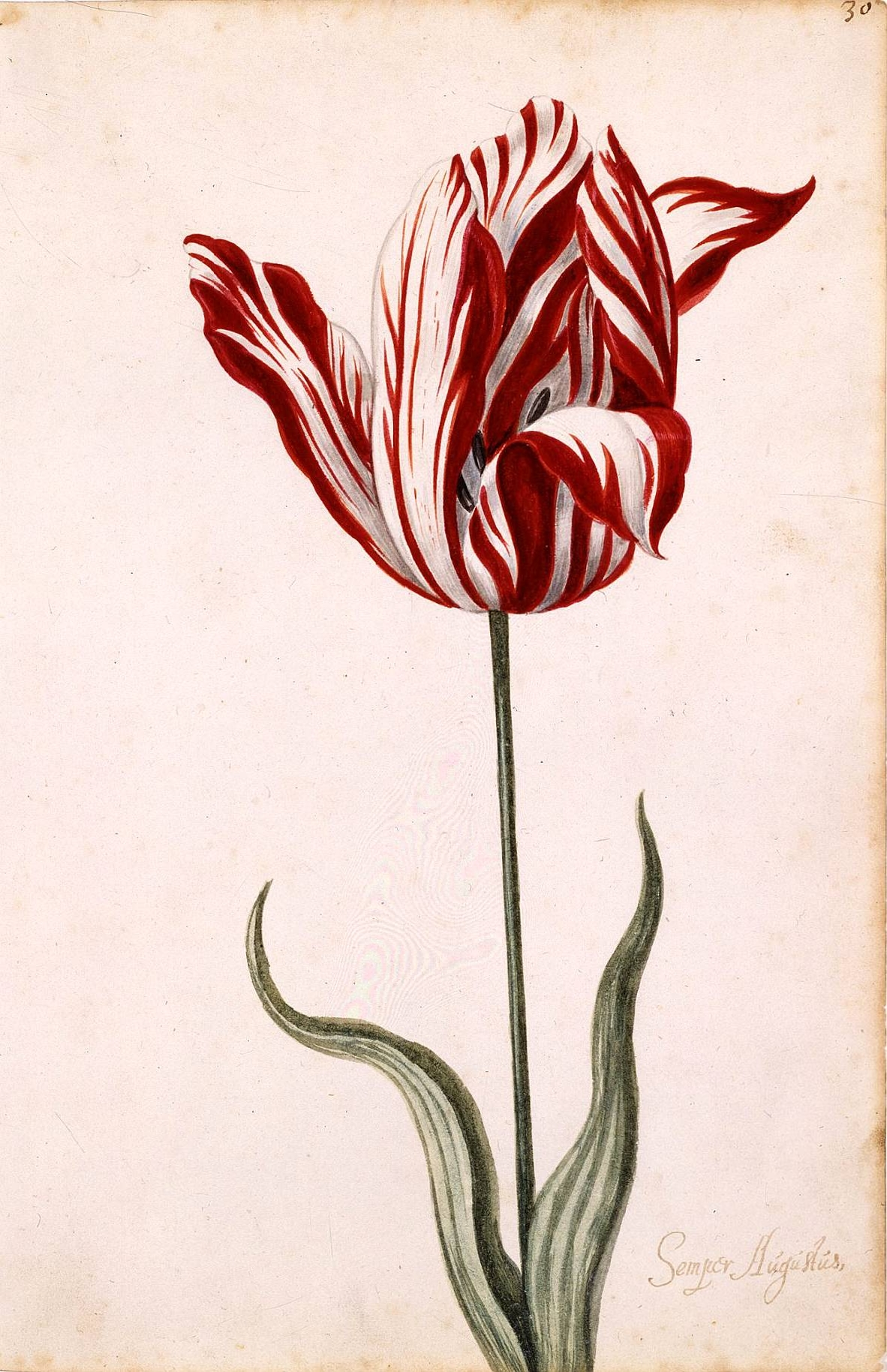
جنون التوليب، القرن الـ17

### في الزراعة والبستنة
تمثل الميكروبات بما في ذلك البكتيريا، والفطريات، والفيروسات كائنات ممرضة للنبات، حيث تصيب المحاصيل بالأمراض. تسبب الفطريات أمراض خطيرة في المحاصيل كصدأ ورق الذرة، وصدأ جذع القمح، والبياض الدقيقي. تسبب البكتيريا أمراض نباتية تشمل تبقع الورق والتدرن التاجي. فيما تسبب الفيروسات أمراض كذلك مثل فسيفساء الورقة. تسبب الطلائعيات البيضية لفطر فيتوفثورا إنفستنس داء اللفحة المتأخرة الذي يتلف البطاطس، مساهمًا في مجاعة أيرلندا الكبرى في أربعينات القرن الـ19.
لعب الفيروس الكاسر للتوليب دورًا في جنون التوليب في العصر الذهبي الهولندي.

## في الأدب

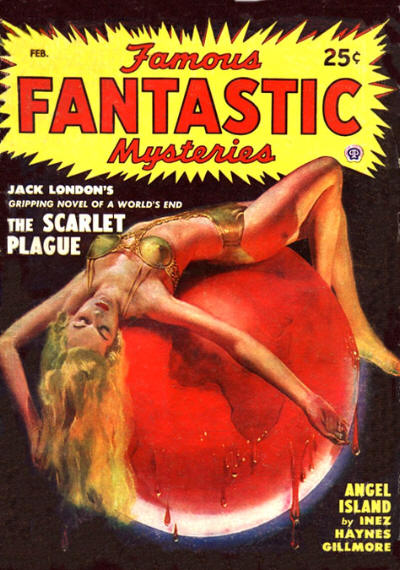
رواية جاك لندن «الطاعون القرمزي» المنشورة عام 1912 والتي أعيدت طباعتها 1949

نجد في الحضارة السومارية قصائد عن الجعة منها «ترنيمة إلى نينكاسي» "Hymn to Ninkasi" والتي كتبت عام 1800 قبل الميلاد على لوح من الطين. و«نينكاسي» هي إلهة البيرة وابنة ملكة البحيرة المقدسة «ننكي».
ونجد أيضًا أن النبيذ موضوع متكرر الذكر في الأدب الإنجليزي، كما ظهر في المجموعة القصصية الشعرية حكايات كانتربري للشاعر الإنجليزي جيفري تشوسر في القرن الرابع عشر. وكما تكرر في كتابات شكسبير عن بعض شخصياته مثل "Falstaff" الفارس الجبان الذي كان يقضي معظم وقته في الحانات ويفضل شرب نبيذ العنب، وشخصية "Sir Toby Belch" والذي ورد على لسانه في إحدى المسرحيات جملًا تحمل وصفًا دراميًا لمرض الطاعون ومنها: «الطاعون هو أن نتقل الموت إلى ابنة أخي إلى أختها».
وفي العصور الوسطى، ظهرت في كتابات الشاعر الإيطالي جيوفاني بوكاتشيو معالجات أدبية لخوف الناس من العدوى المميتة والانحدار الأخلاقي الذي يمكن أن ينتج عن انتشار الأوبئة. واستغل الروائيون حوادث الأوبئة المروّعة في إبداعاتهم الأدبية كما فعلت ماري شيلي في رواية الخيال العلمي الرجل الأخير المنشورة عام 1826 والتي تخيلت فيها الكاتبة مستقبل العالم بعد اجتياح الطاعون. وكما فعل الروائي الأمريكي جاك لندن روايته المنشورة عام 1912 (الطاعون القرمزي) والتي وضع فيها تصورً للعالم عام 2075 بعد قضاء الطاعون على البشرية وبقاء ناجٍ واحد وثلاثة من أحفاده في مدينة سان فرانسسكو.
وفي نفس العام كتب هيلاير بيلو قصيدته الفكاهية «الميكروب» والتي ورد فيها «الميكروبات صغيرة جدا، ولكن البعض يأملون رؤيته من خلال المجهر»

## في الأفلام
سارعت هوليوود إلى استغلال قصص الأمراض الفتاكة والعدوى الجماعية، بداية من فيلم الرعب الألماني (Nosferatu)، الذي ينام فيه شخصية شبيهة بالدراكولا، الكونت أورلوك، في أرض بمرض ملوثة بالموت الأسود، فيصاب به ويجلبه معه أينما ذهب. فيلم كلاسيكي آخر، للمخرج والمنتج السويدي إنغمار برغمان عام 1957، الختم السابع والذي يتمحور حول رجل يحاول البحث عن إجابات عن الحياة والموت بعد انتشار وباء الطاعون. وفي عام 1971، صورت سلسة من الأفلام المستندة إلى روايات الأمريكي مايكل كرايتون قصة غزو ميكروب قادم من خارج الأرض.

## في الموسيقى
اشتهرت إحدى الفرق الغنائية (The Incredible String Band) في الستينات بأغنية (A Very Cellular Song)، والتي تُحكى من وجهة نظر كائن الأميبا.